# 원죽역
원죽역(Wonjuk station, 元竹驛)은 대한민국 충청남도 보령시에 있는 한국철도공사 장항선의 철도역이다. 현재 모든 여객 열차가 정차하지 않고 모두 통과한다. 역명판과 향나무는 한국철도공사 선정 준철도기념물로 지정되었다.

## 역명 유래
죽림리의 원마을이란 의미로 원죽이라고 한데서 유래하였다.

## 역사
- 1929년 12월 1일 : 죽림역(竹林驛)이라는 이름으로 간이정차장으로 영업 개시[1]
- 일자 불명 : 폐역
- 1967년 5월 1일 : 무배치간이역으로 영업 재개(을종위탁발매소)[2]
- 1967년 9월 1일 : 을종승차권 대매소로 지정[3]
- 1993년 2월 1일 : 을종승차권 대매소 폐지
- 1998년 12월 1일 : 장항선 전구간 비둘기호 운행중단
- 2004년 4월 1일 : 장항선 통일호 운행중단
- 2007년 6월 1일 : 여객 취급 중지
- 2015년 5월 : 승강장 지붕 철거

## 사진

역 전경
역 전경
역명판 (현재는 철도박물관에 방치되어 있다.)